# Dobličica (FFH-Gebiet)
Das FFH-Gebiet Dobličica liegt im Südosten Sloweniens und ist Bestandteil des europäischen Schutzgebietsnetzes Natura 2000.

## Lage
Das rund 3,8 km² große Schutzgebiet Dobličica liegt vollständig in der Region Bela krajina. Es umfasst das Tal der Dobličica von Dragovanja vas im Süden bis kurz vor der Mündung in die Lahinja in Črnomelj.
Im Südwesten grenzt das FFH- und Vogelschutzgebiet Kočevsko an. Die Mündung der Dobličica liegt bereits im angrenzenden FFH-Gebiet Lahinja.

## Beschreibung
Die Dobličica fließt durch eine kleinteilig strukturierte Kulturlandschaft am Ostrand des großen Waldgebiets Kočevsko mit zahlreichen Karstquellen, Höhlen und Kalktrockenrasen. Das Gebiet is Locus typicus der seltenen schwarzen Variante des Grottenolms.

## Schutzzweck

### Lebensraumtypen
Folgende Lebensraumtypen nach Anhang I der FFH-Richtlinie kommen im Gebiet vor:
| EU Code | * | Lebensraumtyp (offizielle Bezeichnung)                                                                                             | Fläche (ha) |
| ------- | - | --- | ----------- |
| 6210    | * | Naturnahe Kalktrockenrasen und deren Verbuschungsstadien (Festuco-Brometalia) (* besondere Bestände mit bemerkenswerten Orchideen) | 18,8        |
| 6510    |   | Magere Flachland-Mähwiesen (Alopecurus pratensis, Sanguisorba officinalis)                                                         | 24,3        |
| 8310    |   | Nicht touristisch erschlossene Höhlen                                                                                              |             |

### Arteninventar
Folgende Arten von gemeinschaftlichem Interesse kommen im Gebiet vor:
| Bild                         | EU Code | * | Art                          | wissenschaftlicher Name     | Artengruppe    |
| ---------------------------- | ------- | - | ---------------------------- | --------------------------- | -------------- |
| Steinkrebs                   | 1093    | * | Steinkrebs                   | Austropotamobius torrentium | Krebse         |
| Spanische Flagge             | 1078    | * | Spanische Flagge             | Callimorpha quadripunctaria | Schmetterlinge |
| Biber                        | 1337    |   | Biber                        | Castor fiber                | Säugetiere     |
| Europäische Sumpfschildkröte | 1220    |   | Europäische Sumpfschildkröte | Emys orbicularis            | Reptilien      |
|                              | 4036    |   |                              | Leptidea morsei             | Schmetterlinge |
| Wimperfledermaus             | 1321    |   | Wimperfledermaus             | Myotis emarginatus          | Säugetiere     |
| Großes Mausohr               | 1324    |   | Großes Mausohr               | Myotis myotis               | Säugetiere     |
| Grottenolm                   | 1186    |   | Grottenolm                   | Proteus anguinus            | Amphibien      |
| Große Hufeisennase           | 1304    |   | Große Hufeisennase           | Rhinolophus ferrumequinum   | Säugetiere     |